# Nagahama
Nagahama (jap. 長浜市 Nagahama-shi) – miasto w Japonii, w prefekturze Shiga.

## Historia
Do 1576 roku miasto nosiło nazwę Imahama. Została ona zmieniona przez Hideyoshiego Toyotomi.
Hideyoshi Toyotomi zbudował zamek Nagahama w 1575 roku. Został on zniszczony w 1615 roku, niektóre jego części wykorzystano do budowy zamku Hikone. Obecny budynek to reprodukcja zamku wykonana w latach 80. XX wieku, zlokalizowana w centrum parku Hō.
Wewnątrz zamku znajduje się muzeum historii regionu, sięgającej okresu Jōmon (od ok. 12 000 p.n.e. do 300 p.n.e).

## Położenie
Miasto leży na północno-wschodnim brzegu jeziora Biwa. Od wschodu graniczy z górami Ibuki.

## Atrakcje turystyczne (kilka przykładów)
- Zamek Nagahama
- Plac Kurokabe
- Chramy shintō  
  - Nagahama-Hachiman-gū
  - Hōkoku-jinja
  - Tsukubusuma-jinja
- Świątynie buddyjskie
  - Shana-in
  - Keisoku-ji
  - Shakudō-ji
  - Zenchō-ji
  - Chizen-in

## Galeria

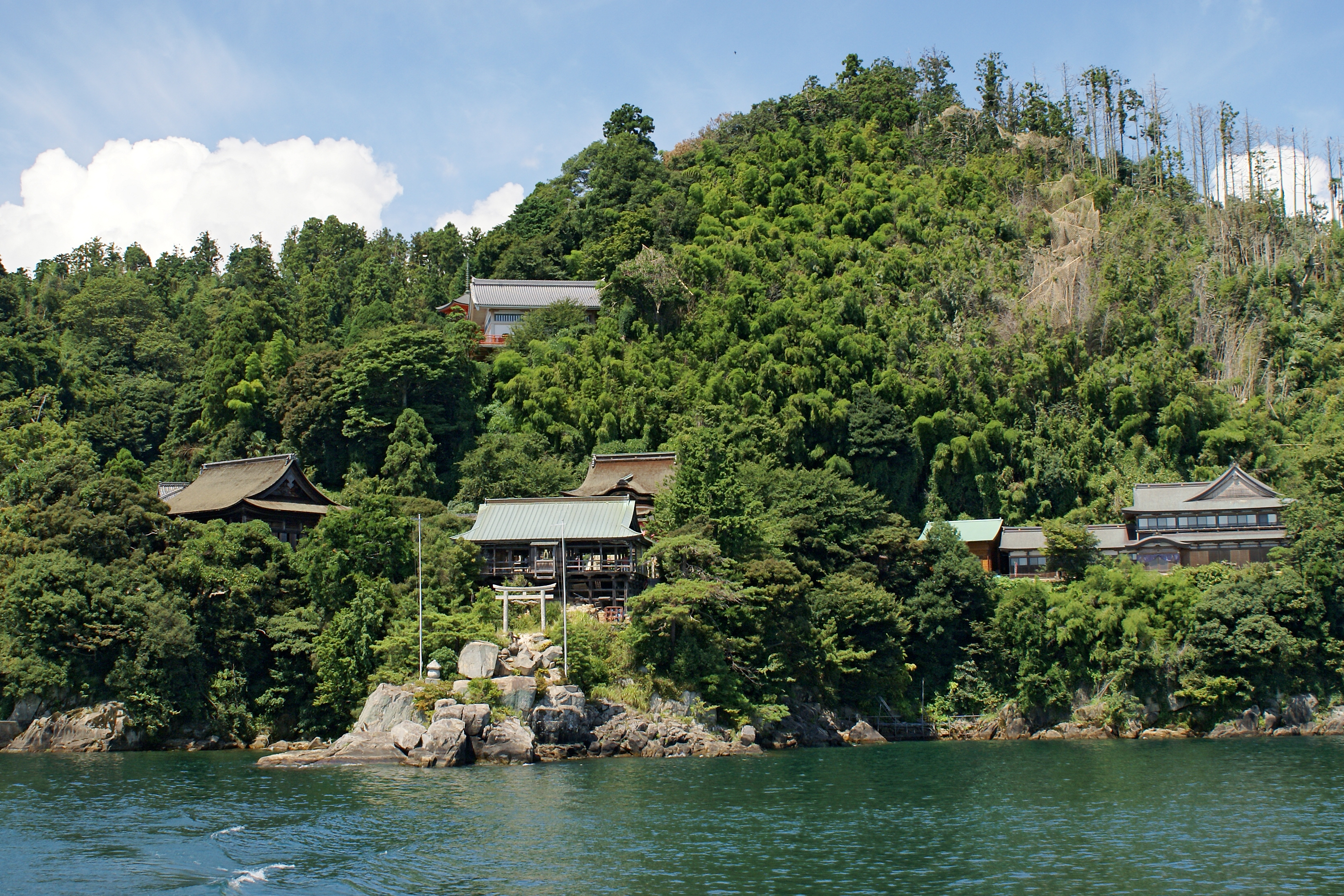
Wyspa Chikubu na jeziorze Biwa (należy do miasta)
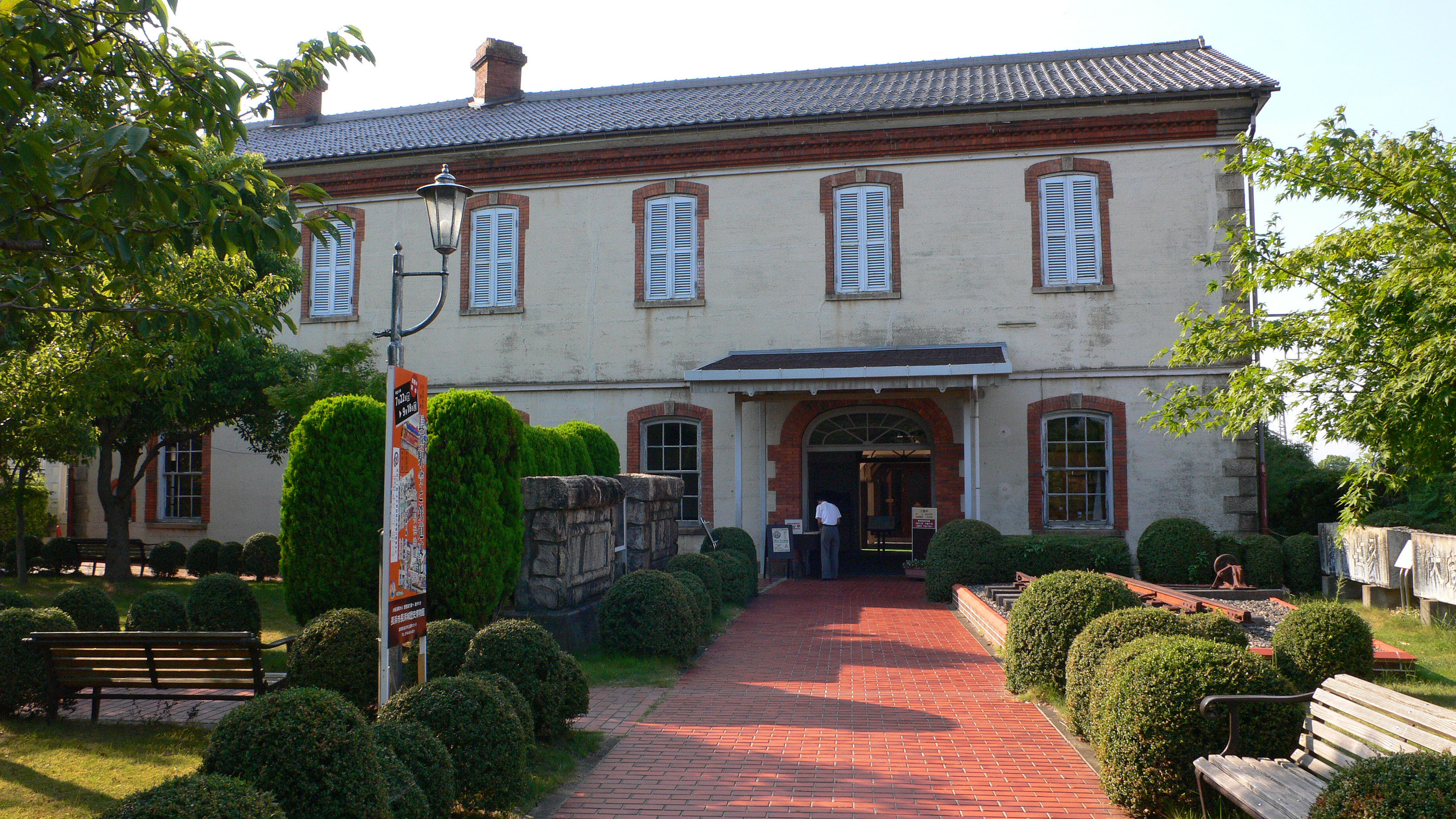
Stary dworzec Nagahama, zbudowany w 1882 r.
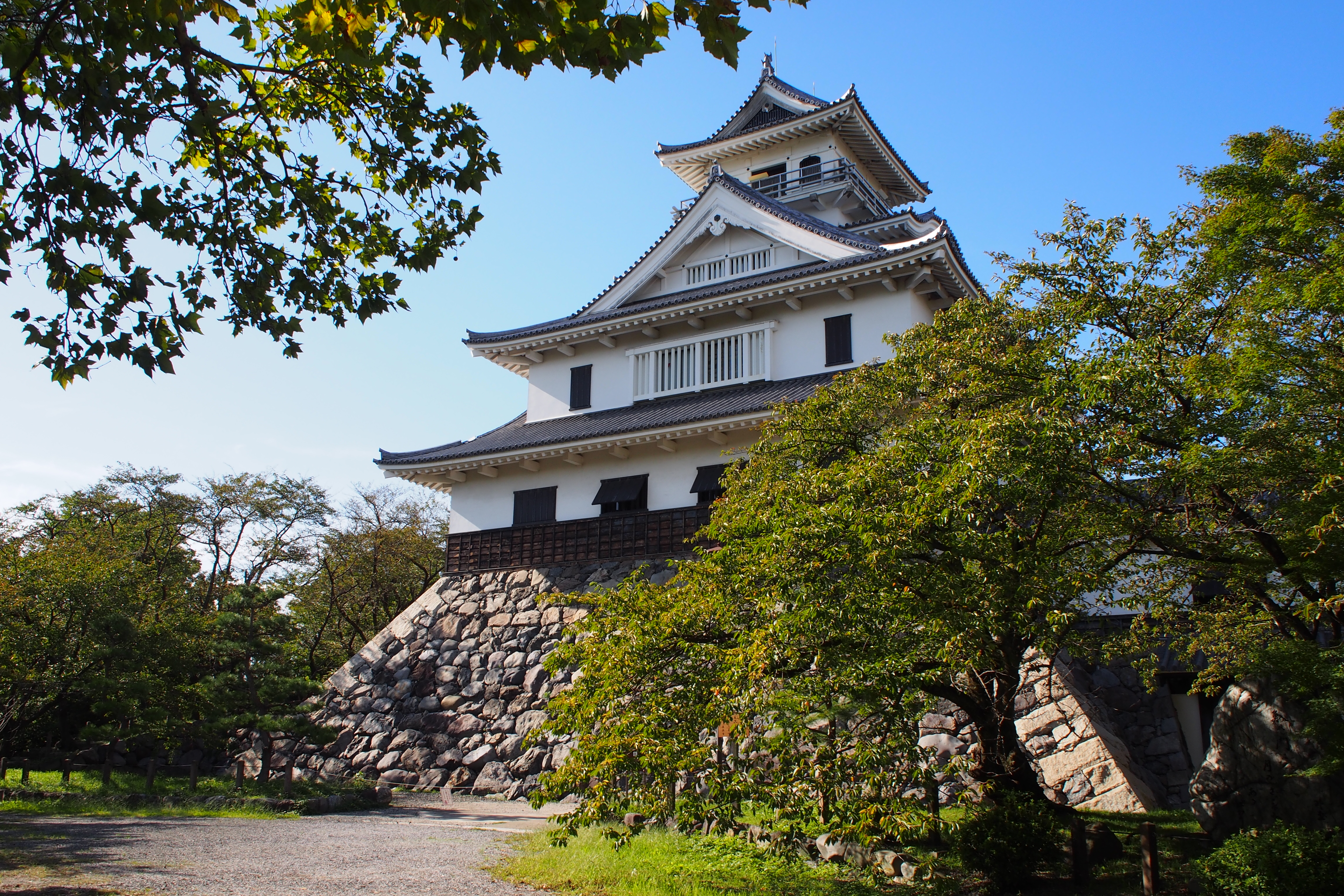
Zamek Nagahama
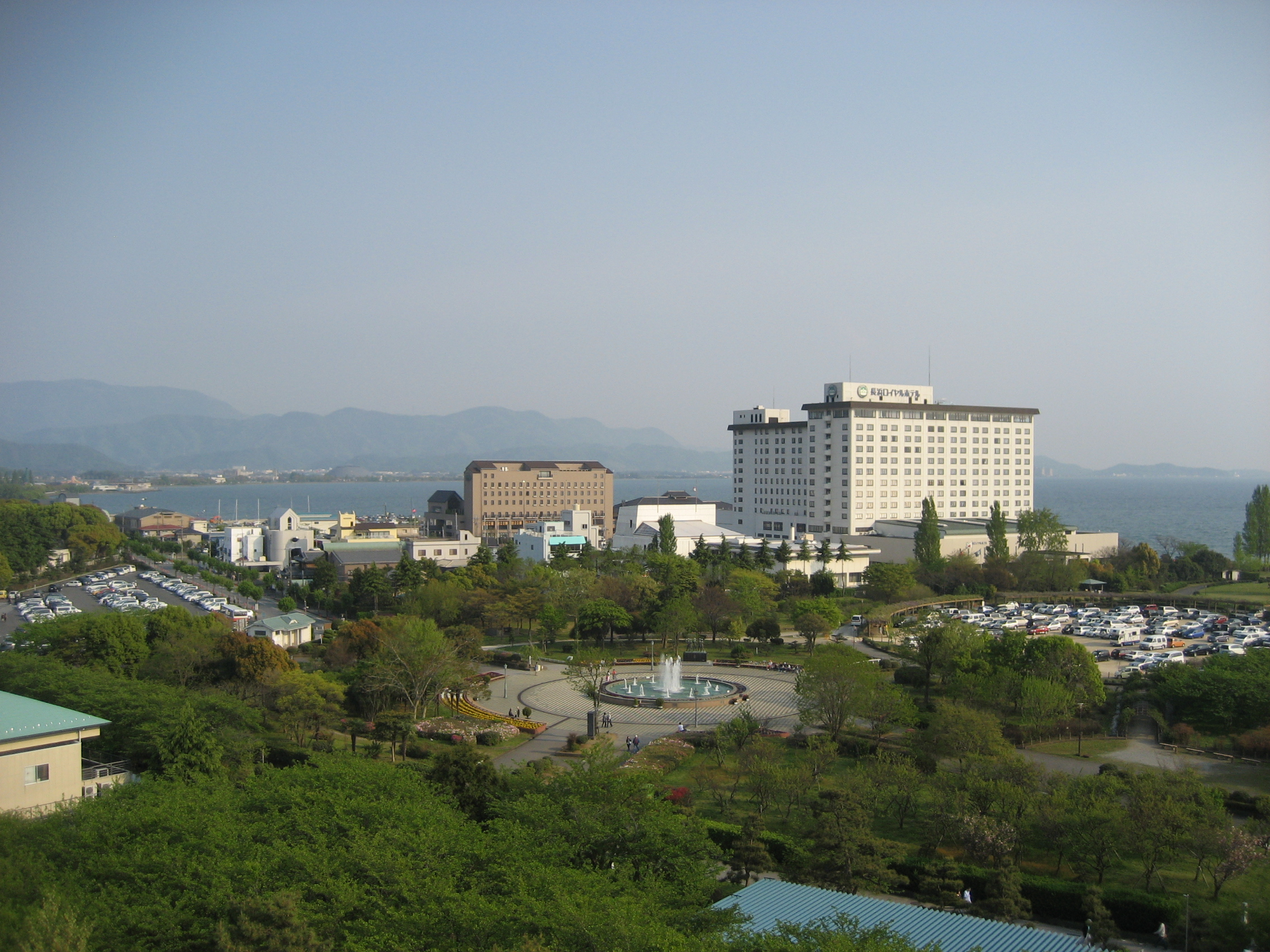
Panorama miasta
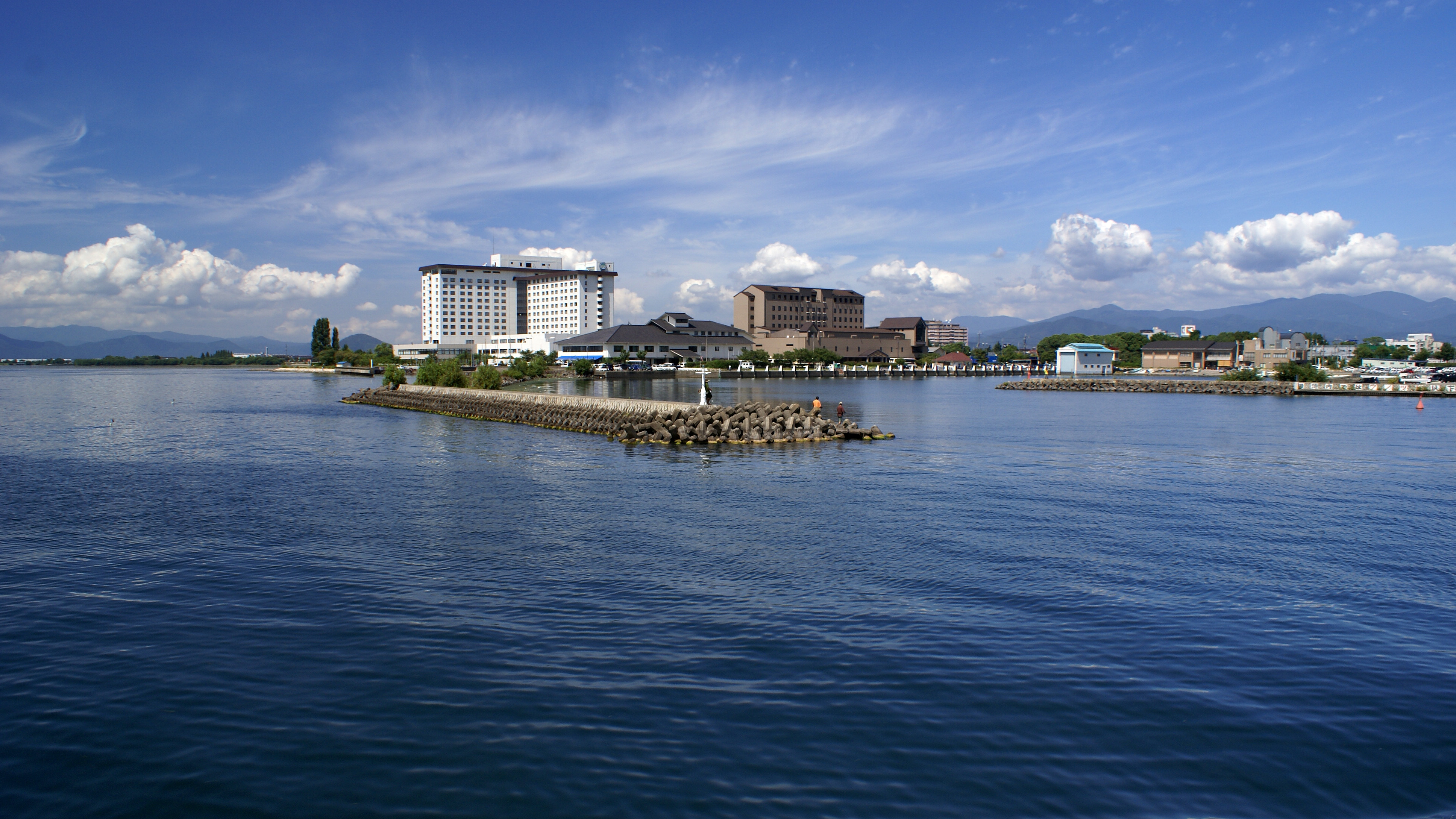
Widok portu od strony jeziora Biwa

## Miasta partnerskie
- Japonia: Nishinoomote
- Niemcy: Augsburg
- Włochy: Werona